# Parco nazionale di Cape Arid

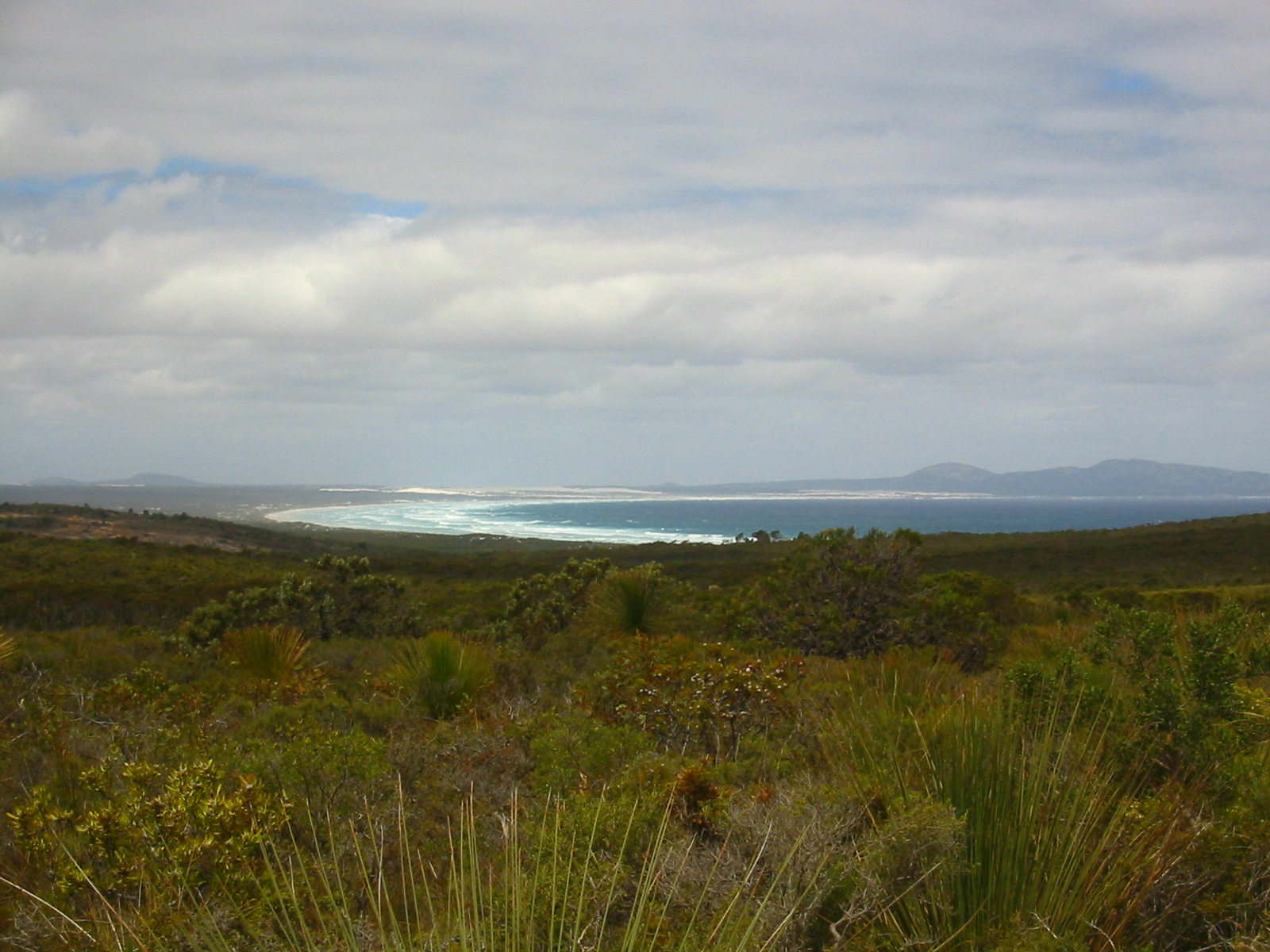
La Tagon Bay.

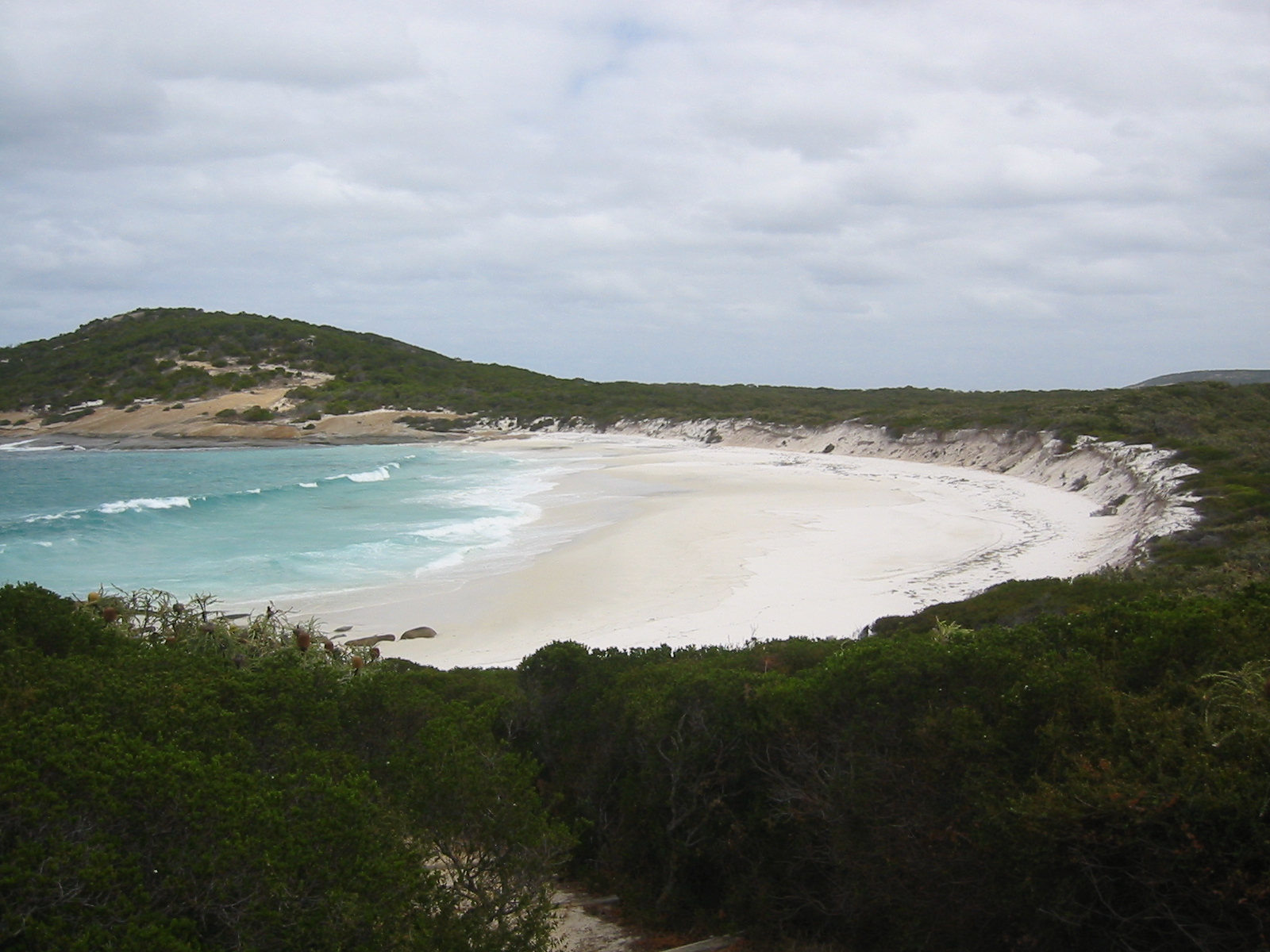
Baia nei pressi di Tagon Point.

Il parco nazionale di Cape Arid è un parco nazionale dell'Australia Occidentale, situato 731 km a sud-est di Perth e 120 km ad est di Esperance, sulla costa che fronteggia l'estremità orientale dell'arcipelago della Recherche, tra la baia del Duca di Orleans ad ovest e la Israelite Bay ad est. La linea costiera attraverso la quale si estende il parco è definita dal Cape Arid, ad ovest, e dal Cape Pasley, ad est, tra i quali si estende un'insenatura chiamata Sandy Bight.

## Storia
Il primo europeo a scoprire quest'area fu l'ammiraglio francese Bruni d'Entrecasteaux nel 1792, che lo battezzò Cap Aride; in seguito, nel 1802, Matthew Flinders ne anglicizzò il nome. I primi allevatori pionieri giunsero qui negli anni '70 del XIX secolo e ancora oggi si possono osservare i resti di fattorie, argini ed edifici, nonché di cimiteri, nei pressi di Pine Hill e di Thomas Fishery.

## Territorio
La regione è costituita da spiagge sabbiose e promontori rocciosi a sud, con basse colline granitiche che si estendono verso nord fino a congiungersi alla frastagliata Russell Range, composta prevalentemente da quarziti precambriane. Il punto più elevato del parco è il Tower Peak, situato sulla Russell Range, che raggiunge un'altezza di 594 m. Ad oriente il parco si congiunge con il confine occidentale della riserva naturale di Nuytsland. Pianure sabbiose ricche di specie vegetali circondano le aree collinari.

## Flora
La vegetazione del parco si sviluppa soprattutto su giovani sistemi dunali che ospitano grandi comunità di brughiera costiera con aree più limitate ricoperte da alberi di yate (Eucalyptus cornuta), Banksia, Melaleuca e mallee (Eucalyptus diversifolia). Vicino a Mount Ragge vivono alcune specie di orchidee e di felci, compresa una piccola popolazione di Anthocercis viscosa.

## Fauna
All'interno del parco esiste una vasta gamma di habitat, che danno sostentamento ad un gran numero di specie animali e vegetali. Il parco costituisce un importante sito per l'avifauna dell'Australia Occidentale: è la dimora di oltre 160 specie di uccelli, tra cui alcune specie in pericolo di estinzione o dall'areale limitato. Tra gli uccelli qui presenti ricordiamo il pappagallo terragnolo occidentale, il tarabuso australasiatico, il cacatua nero beccocorto e l'oca di Cape Barren. Tra i mammiferi che vi si possono incontrare vi sono il wallaby dai guanti neri, il bandicoot bruno meridionale, il ratto del bush, molti piccoli predatori marsupiali e un gran numero di rettili e anfibi. Gli studiosi ritengono che nel parco viva anche una rara e primitiva specie di formica del genere Nothomyrmecia.

## Strutture ricettive
Nel parco si trovano numerosi sentieri escursionistici, tra cui il Len Otte Nature Trail, il Tagon Coastal Trail, il Boolenup Walk Trail e i sentieri che risalgono i monti Ragged e Arid. Il campeggio più accessibile si trova lungo il fiume Thomas: è dotato di parcheggio per le auto, barbecue, servizi igienici e serbatoi d'acqua. Altri campeggi a Mount Ragged, Poison Creek e Deal Creek sono accessibili solo con veicoli a trazione integrale.